# حوزه انتخابیه چهاردهم تگزاس
حوزه انتخابیه چهاردهم تگزاس برای مجلس نمایندگان آمریکا یک حوزه انتخابیه کنگره است که در جنوب و جنوب غرب منطقه هیوستون بزرگ از جمله گلوستون را در ایالت تگزاس در بر می‌گیرد.
در اوایل قرن بیستم جمهوریخواهان پیروزیهای اندکی در این حوزه داشتند، که با توجه به خصلتهای جمعیتی وقت تگزاس نامعمول بود. گلوستون بندری ورودی برای مهاجرین بود که بسیاریشان از جنوب و شرق اروپا می‌آمدند.
در دهه ۱۹۸۰ با پیروزیهای انتخابانی رونالد ریگان این حوزه به سوی حزب جمهوریخواه چرخش کرد. اندک دموکراتهایی در ددهه ۱۹۹۰ توانستند در انتخابات محلی و ایالتی به پیروزی برسند. در حال حاضر رندی وبر از حزب جمهوریخوا نمایندگی این حوزه را بر عهده دارد.

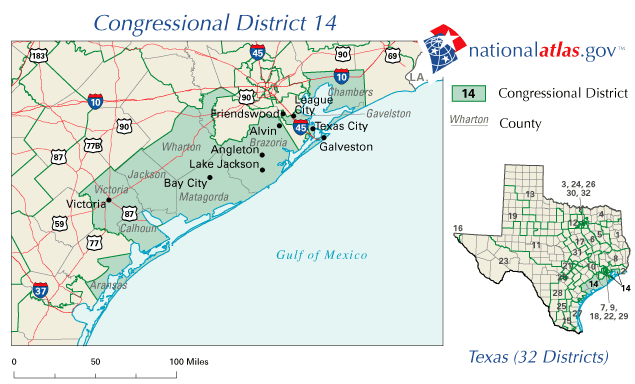
حوزه انتخابیه از ۲۰۰۳ تا ۲۰۱۳

## فهرست نمایندگان
| نماینده              | حزب           | سالها                          | حوزه خانگی  | Note                                            |
| -------------------- | ------------- | ------------------------------ | ----------- | ----------------------------------------------- |
| حوزه ایجاد شد        | حوزه ایجاد شد | مارس ۴, ۱۹۰۳                   |             |                                                 |
| James L. Slayden     | دمکرات        | مارس ۴, ۱۹۰۳ - مارس ۳, ۱۹۱۹    | سن آنتونیو  | Redistricted from the 12th district. Retired    |
| Carlos Bee           | دمکرات        | مارس ۴, ۱۹۱۹ - مارس ۳, ۱۹۲۱    | سن آنتونیو  |                                                 |
| Harry M. Wurzbach    | جمهوریخواه    | مارس ۴, ۱۹۲۱ – مارس 3, 1929    |             | Lost re-election to McCloskey                   |
| Augustus McCloskey   | دمکرات        | مارس ۴, ۱۹۲۹ – ۱۰ فوریه ۱۹۳۰   |             | Credentials successfully challenged by Wurzbach |
| Harry M. Wurzbach    | جمهوریخواه    | ۱۰ فوریه ۱۹۳۰ – ۶ نوامبر ۱۹۳۱  |             | Died                                            |
| Vacant               | Vacant        | ۶ نوامبر ۱۹۳۱ – ۲۴ نوامبر ۱۹۳۱ |             |                                                 |
| Richard M. Kleberg   | دمکرات        | ۲۴ نوامبر ۱۹۳۱ – ژانویه3, 1945 |             | Lost renomination to Lyle                       |
| John E. Lyle, Jr.    | دمکرات        | ژانویه۳, ۱۹۴۵ – ژانویه۳, ۱۹۵۵  |             |                                                 |
| John J. Bell         | دمکرات        | ژانویه۳, ۱۹۵۵ – ژانویه3, 1957  |             | Lost renomination to Young                      |
| John Andrew Young    | دمکرات        | ژانویه۳, ۱۹۵۷ – ژانویه3, 1979  |             | Lost renomination to Wyatt                      |
| Joseph P. Wyatt, Jr. | دمکرات        | ژانویه۳, ۱۹۷۹ – ژانویه۳, ۱۹۸۱  |             |                                                 |
| William N. Patman    | دمکرات        | ژانویه۳, ۱۹۸۱ – ژانویه3, 1985  |             | Lost re-election to Sweeney                     |
| Mac Sweeney          | جمهوریخواه    | ژانویه۳, ۱۹۸۵ – ژانویه3, 1989  |             | Lost re-election to Laughlin                    |
| Greg Laughlin        | دمکرات        | ژانویه۳, ۱۹۸۹ – ۲۶ ژوئن ۱۹۹۵   |             | Lost renomination to Paul                       |
| Greg Laughlin        | جمهوریخواه    | ۲۶ ژوئن ۱۹۹۵ – ژانویه۳, ۱۹۹۷   |             | Lost renomination to Paul                       |
| ران پال              | جمهوریخواه    | ژانویه۳, ۱۹۹۷ – ژانویه۳, ۲۰۱۳  | سرفساید بیچ |                                                 |
| رندی وبر             | جمهوریخواه    | ژانویه3, 2013 –                | Alvin       | متصدی فعلی                                      |